# PPKE Hittudományi Kar
A Pázmány Péter Katolikus Egyetem Hittudományi Karát (PPKE-HTK) Pázmány Péter esztergomi érsek alapította 1635-ben, Nagyszombat városában. 1950-ben leválasztották az egyetemről, és Római Katolikus Központi Hittudományi Akadémia néven a Magyar Katolikus Püspöki Karhoz került. 1983-tól Pázmány Péter Hittudományi Akadémia néven működik. 1992-ben az intézményt kibővítették a Bölcsészettudományi Karral, és ezzel megalapították a Pázmány Péter Katolikus Egyetemet. A kar 1994-ben kapta meg a Veres Pálné utcai épületet, amelyet 1998-ban vehetett birtokba.

## A Hittudományi KarBudapesti Egyetemrektori tisztségét viselő tanárai

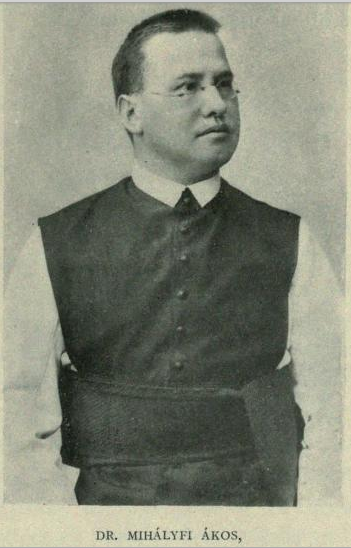
Mihályfi Ákos

- 1908/09 Székely István
- 1912/13 Kiss János
- 1916/17 Mihályfi Ákos
- 1920/21 Hanuy Ferenc
- 1924/25 Zubriczky Aladár
- 1928/29 Wolkenberg Alajos
- 1932/33 Trikál József
- 1936/37 Pataky Arnold
- 1940/41 Schütz Antal
- 1944/45 Aistleitner József

## A kar eddigi dékánjai
Római Katolikus Hittudományi Akadémia
- 1950/51 Zemplén György
- 1951/52 Iványi János
- 1952/53 Galla Ferenc
- 1953/54 Artner Edgár
- 1954/55 Bánk József
- 1956/57 Radó Polikárp
- 1957/58 Szörényi Andor
- 1958/60 Erdey Ferenc
- 1960/61 Cserháti József
- 1961/62 Görgényi Béla
- 1962/63 Pfeifer János
- 1963/64 Gál Ferenc
- 1964/65 Timkó Imre
- 1965/66 Félegyházy József
- 1966/67 Kecskés Pál
- 1973/74 Paskai László
- 1974/75 Borovi József
- 1975/76 Szennay András
- 1976/77 Nyíri Tamás
- 1977/78 Csanád Béla
- 1978/79 Tarjányi Béla
- 1979/80 Boda László
- 1980/81 Vanyó László
- 1986/88 Rózsa Huba
- 1988/90 Bolberitz Pál
- 1990/92 Török József

Hittudományi Kar
- 1992/94, 1994/96 Bolberitz Pál
- 1996/98 Erdő Péter
- 1998/2000 Rózsa Huba
- 2002/2006 Rokay Zoltán
- 2006/2010 Kuminetz Géza
- 2010/2012 Tarjányi Zoltán
- 2012/2014 Kuminetz Géza
- 2014/2016 Fodor György
- 2016/2020 Kránitz Mihály
- 2020 Puskás Attila

## A kar tanárai tanszékek szerint
Az alábbi listák a Hittudományi Kar tanárait tartalmazzák 1805 óta, tanszékek szerinti bontásban, az adott tanárok oktatási idejével.

### Ószövetség és héber nyelv
- Alber János 1805–1830
- Szabó János 1834–1857
- Pollák János 1858–1868
- Hatala Péter 1869–1874
- Berger János 1874–1909
- Kmoskó Mihály 1910–1914
- Pataky Arnold 1915–1926
- Iványi János  1928–1952
- Németh Antal 1952–1956
- Görgényi Béla 1956–1971
- Tarjányi Béla 1971–1977
- Rózsa Huba 1977–

### Keleti nyelvek
- Dertsik János 1814–1826
- Ruzsicska János 1853–1881
- Kanyurszky György 1882–1914
- Kmoskó Mihály 1914–1923
- Aistleitner József 1925–1950

### Újszövetség
- Tumpacher József 1805–1821
- Godinger József 1824–1831
- Fillinger Lipót 1834–1844
- Márkfi Sámuel 1846–1861
- Samassa József 1861–1869
- Hornig Károly 1870–1878
- Bognár István 1878–1897
- Székely István 1898–1926
- Pataky Arnold 1926–1950
- Takáts Ernő 1950–1951
- Szörényi Andor 1951–1966
- Kosztolányi István 1966–1977
- Tarjányi Béla 1977–2012
- Kocsis Imre 2012-

### Alapvető hittan
- Láng János 1805–1820
- Osvald Ferenc 1823–1846
- Boros Károly 1849–1853
- Schopper György 1855–1868
- Bita Dezső Ferenc 1868–1905
- Zubriczky Aladár 1906–1926
- Szabó Vendel 1926–1940
- Horváth Sándor 1942–1949
- Artner Edgár 1949–1954
- Cserháti József 1954–1966
- Szennay József 1966–1988
- Tarnay Brúnó 1988–1997
- Kránitz Mihály 1997–

### Dogmatika
- Zimányi Ignác 1805–1807
- Vrana István 1805–1810
- Fejér György 1808–1818
- Kováts Mátyás 1819–1832
- Szabó János 1835–1845
- Hoványi Ferenc 1847
- Lopussnyi Ferenc 1849–1860
- Samassa József 1861
- Dulánszky Nándor 1862–1872
- Stanczel Ferenc 1873–1886
- Kisfaludy Árpád Béla 1887–1903
- Prohászka Ottokár 1904–1905
- Dudek János 1906–1916
- Schütz Antal 1916–1946
- Takács József 1950–1952
- Gál Ferenc 1961–1986
- Fila Béla 1986–1999
- Puskás Attila 1999–

### Erkölcstan
- Kiss Ferenc 1805–1806
- Predanóczy János 1808–1816
- Fischer Bertalan 1817–1848
- Kovács József 1849–1853
- Palásthy Pál 1855–1871
- Tóth Miklós 1872–1876
- Breznay Béla 1876–1914
- Jehlicska Ferenc 1915–1918
- Wolkenberg Alajos 1919–1935
- Marczell Mihály 1936–1938
- Ibrányi Ferenc 1938–1948
- Zemplén György 1948–1973
- Boda László 1973–2001

### Lelkipásztorkodástan
- Nagy Gábor 1805–1809
- Orgler József 1811–1823
- Szalay Imre 1824–1834
- Szilasy János 1835–1852
- Grynaeus Alajos 1853–1860
- Zerich Tivadar 1860–1864
- Hatala Péter 1866–1869
- Klinger István 1870–1905
- Mihályfi Ákos 1906–1934
- Tóth Tihamér 1935–1938
- Marczell Mihály 1938–1950
- Radó Polikárp 1950–1971
- Csanád Béla 1971–1996
- Tarjányi Zoltán 1997–

### Egyháztörténelem
- Korbélyi Mihály 1805–1815
- Vass László 1815–1842
- Körmöczy Imre 1843–1851
- Zalka János 1853–1860
- Laubhaimer Ferenc 1860–1880
- Rapaics Rajmund 1880–1904
- Karácsonyi János 1904–1905
- Hanuy Ferenc 1906–1908
- Lukcsics József 1909–1922
- Martin Aurél 1923–1935
- Galla Ferenc 1936–1960
- Félegyházy József 1961–1977
- Balogh József 1977–1979
- Török József 1980–2017
- Gárdonyi Máté 2019–

### Egyházi jog
- Ruzsicska János 1853–1881
- Aschenbrier Antal 1882–1897
- Demkó György 1898–1907
- Hanuy Ferenc 1908–1923
- Baranyay Jusztin 1925–1942
- Bánk József 1943–1964
- Borovi József 1964–1988
- Erdő Péter 1988–

### Egyházi szónoklattan
- Glattfelder Gyula 1909–1911
- Wolkenberg Alajos 1912–1919
- Vass József 1919–1924
- Tóth Tihamér 1925–1935
- Marczell Mihály 1935–1938

### Bölcselet (filozófia) I.
- Kiss János 1898–1928
- Trikál József 1928–1942
- Zemplén György 1942–1952
- Erdey Ferenc 1952–1965
- Paskai László 1967–1978
- Bolberitz Pál 1978–

### Bölcselet (filozófia) II.
- Trikál József 1914–1928
- Kecskés Pál 1928–1968
- Nyíri Tamás 1968–1990
- Rokay Zoltán 1997–

### Ókeresztény egyház- és dogmatörténet
- Artner Edgár 1942–1959
- Timkó Imre 1959–1975
- Vanyó László 1975–2003

### Szociológia
- Pfeifer János 1959–1981
- Lenhardt Vilmos 1981–

## Kari média
- AERTED – A Hittudományi Kar hallgatói havilapja.
- Folia Theologica – Idegen nyelvű, nemzetközileg referált szakfolyóirat
- Teológia – Magyar nyelvű, nemzetközileg referált szakfolyóirat
- Studia Theologica Budapestinensia – Szakkönyvsorozat